# Dasiops dentatus
Dasiops dentatus är en tvåvingeart som beskrevs av Allen L.Norrbom och Mcalpine 1997. Dasiops dentatus ingår i släktet Dasiops och familjen stjärtflugor.
Artens utbredningsområde är Peru. Inga underarter finns listade i Catalogue of Life.